# Кымытваль, Антонина Александровна
Антони́на Алекса́ндровна Кымытва́ль (чук. Кымъытваал — «червячок»; 22 апреля 1938 года, с. Мухоморное, Анадырский район, РСФСР — 29 октября 2015 года, Абинск, Россия) — первый профессиональный чукотский советский поэт.

## Биография
Антонина Александровна родилась в селе Мухоморное Анадырского района в семье оленевода: отца Ачалё и матери Ивнеут. При рождении была названа Руль-тынэ, но, после того как через восемь месяцев скончался её брат-близнец, мать девочки, следуя обычаям своего рода, чтобы не разгневать злых «духов болезни», отказалась её кормить и девочка могла умереть от голода; но бабушка пожалела малышку и выкормила её оленьим молоком, а чтобы запутать злых духов её имя изменили на Кымытваль (по-чукотски «червячок»).
Дата рождения поэтессы — условная; 22 апреля ей написали при поступлении в школу, выбрав этот день в честь вождя мирового пролетариата Владимира Ильича Ленина, а имя и отчество — Антонина Александровна, в качестве фамилии взяв чукотское имя «Кымытваль».
Отец обожал свою маленькую дочь, называя её «подарком от бога», часто брал с собой на рыбалку, в стойбище. Девочка полюбила и сроднилась с тамошней природой, тундрой, увидела океан. Рано лишившись родителей, воспитывалась в интернате. По собственному признанию Антонины родителей ей стала заменять книга: «С тех пор я храню любовь к Лермонтову, Фадееву, Чехову, Тану-Богоразу».
С десяти лет Кымытваль начала писать стихи. В 1954—1958 годах она училась в Анадырском педагогическом училище. Это был важный период в её жизни: училище в те годы было в своём роде кузницей поэтов и литераторов; оттуда вышли будущие писатели и поэты Чукотки: Юрий Рытхэу, эскимосская поэтесса Зоя Ненлюмкина, первый эскимосский поэт Юрий Анко, Таисия Гухувье, Владимир Тымнетувге, Владимир Етытегин, Владимир Тынескин. Руководителем литобъединения был библиотекарь Константин Петрович Синицкий, понимающий и любящий работу со словом; частыми посещениями литературного кружка запомнился и первый профессиональный чукотский поэт Виктор Кеулькут.
Окончив училище, работала в Усть-Бельской передвижной школе и культурном центре — Красной яранге, в связи с чем также приходилось учительствовать, быть комсоргом, лектором и медсестрой, обучилась меткой стрельбе, рыбачила и охотилась. Уже в это время её стихи печатались в журнале «Дальний Восток», в альманахе «На Севере Дальнем», в областных газетах. В Усть-Бельской тундре Антонина познавала жизнь и язык своих предков, записывая легенды и сказки народных сказителей «до боли в пальцах»; записи тех лет затем долго питали её творчество — это видно, например в «Песне о Вэкэте» или «Сказке о хвостатом лягушонке».
В июне 1957 года в составе чукотско-эскимосского ансамбля Кымытваль ездила в Москву на VI Всемирный фестиваль молодёжи и студентов. Специально для этого фестиваля Антонина поставила танец «Журавли», написала «Песню о дружбе» и была отмечена серебряной медалью.
В 1960 году Антонина Кымытваль поступила учиться в Высшую партийную школу города Хабаровска, закончив которую работала заместителем редактора газеты «Советская Чукотка».
В 1960 году в Магаданском книжном издательстве вышла первая книга А. А. Кымытваль «Песни сердца» (Линлин’ин грэп) на чукотском языке. В 1962 году этот сборник был издан на русском языке. Второй сборник стихов «Тебе» (Гыныкы, 1969 г., перевод на русский язык В. Сергеева) открыл читателю её задушевную лирику.
В 1966—1967 годах Антонина Кымытваль училась на Высших литературных курсах в Москве.
В 1968 году выходит её первая детская книга стихов «Кто это?», затем «Непоседа» (1974), «О чём поёт бубен» (1977), «Это праздник весёлый — кильвей» (1980), «Встреча с Умкой» (1983), «Как построить ярангу» (1987).
В эти годы растут творческие связи Антонины Кымытваль с магаданским кукольным театром, для которого она написала пьесы «Олень — Золотые рога», «Праздник Солнца», навеянные мотивами чукотских народных сказок.
В 1978 году на стихотворение «Октябрь» Давидом Тухмановым была написана одноимённая песня, исполненная Софией Ротару. Премьера песни состоялась на «Голубом огоньке», посвящённом годовщине Великой Октябрьской социалистической революции 7 ноября 1978 года. Песня вошла в переиздания четвёртого номерного альбома «Поёт София Ротару» (1979, 1982), часто звучала по радио и телевидению, хотя в концертные программы практически никогда не включалась.
Этапным в творчестве поэтессы считается сборник «Слушая музыку» (Палёмтэлма типъэйн’эн, 1972). Основные мотивы сборника развиваются в последующих изданиях поэтессы: «Мой любимый цветок» (Гымнин ы’лгытын’ын, 1982), «Под крылом моей яранги» (1985), «Полярная муза» (1987). Вышло 10 сборников стихов на чукотском и русском языках.
Её стихи публиковались во Франции, Германии, Японии, странах Азии и Африки.
Антонина Кымытваль много ездила по Северу, записывала народные сказки, легенды и музыкальные произведения.
Издан сборник «Чукотские сказки, легенды, мелодии».
Награждена орденом «Знак Почёта», медалью «За трудовую доблесть». В 1990 году за книгу «Как построить ярангу» (Москва, 1987) удостоена Почётного диплома имени Х. К. Андерсена, присуждаемого Международным советом по детской книге при ЮНЕСКО.
С 1962 года является членом Союза писателей (согласно автобиографии — с января 1961 года).
В 2010 году она перестала выходить на улицу, в 2012 перенесла первый инсульт.

После череды сильных инсультов с 2012 по 2015 год Антонина Кымытваль скончалась в доме своей дочери.

### Семья
Муж — Задорин Виталий Игнатьевич, кандидат экономических наук. Дочери: старшая Любовь (1963 г. р.) и Анастасия (биологи). С 1972 года семья Задориных-Кымытваль оформила опекунство и воспитывала оставшихся сиротами четырёх племянников.